# لیفان ایکس۶۰
لیفان ایکس۶۰ (انگلیسی: Lifan X60) خودروی کراس اووری است که توسط کمپانی چینی لیفان ساخته شده‌است. این خودرو توسط شرکت کرمان خودرو از سال ۱۳۹۱ تا سال ۱۳۹۷ در ایران عرضه می‌شد.
این خودرو در بازار ایران در سال ۱۳۹۱ و با جعبه‌دنده دستی روانه بازار شد. در سال ۱۳۹۵ مدل اتوماتیک آن با تغییرات ظاهری جزئی روانه بازار شد که از جعبه‌دنده CVT بهره می‌برد. مدل دستی این خودرو دو مدل عرضه شد که مدل دوم در بازار با نام دنده هیلمنی شناخته می‌شود که ۶ سرعته دستی هستند و  ولی مدل دنده دستی ۵ سرعته است دنده هیلمنی شتاب بهتری نسبت به ۵ دنده ساده می‌گیرد. گیربکس مدل اتوماتیک آن قطعات مشترکی با جیلی امگرند ای‌سی۷، هایما اس۵ و نسخه اتومات کوییک دارد.
لیفان ایکس۶۰ از موتور ۱۸۰۰ سی سی با قدرت ۱۳۱ اسب بخار و گشتاور ۱۶۰ نیوتن متر بهره می‌برد که گفته می‌شود بلوک موتور آن با تویوتا کرولا یکی است. شتاب ۰ تا ۱۰۰ این خودرو در نسخه دنده ای ۱۰ ثانیه و در نسخه اتومات ۱۳ الی ۱۵ ثانیه می باشد.

## انواع
لیفان x60 در دو نوع دستی و اتوماتیک به بازار عرضه شده است که مدل اتوماتیک آن در سال 1395 به بازار عرضه شد. سانروف برقی دو حالته از مزایای مدل اتوماتیک بشمار میرود و برخی از امکانات آن از جمله نمای داخلی، دستخوش تغییرات شده است.

## نگارخانه

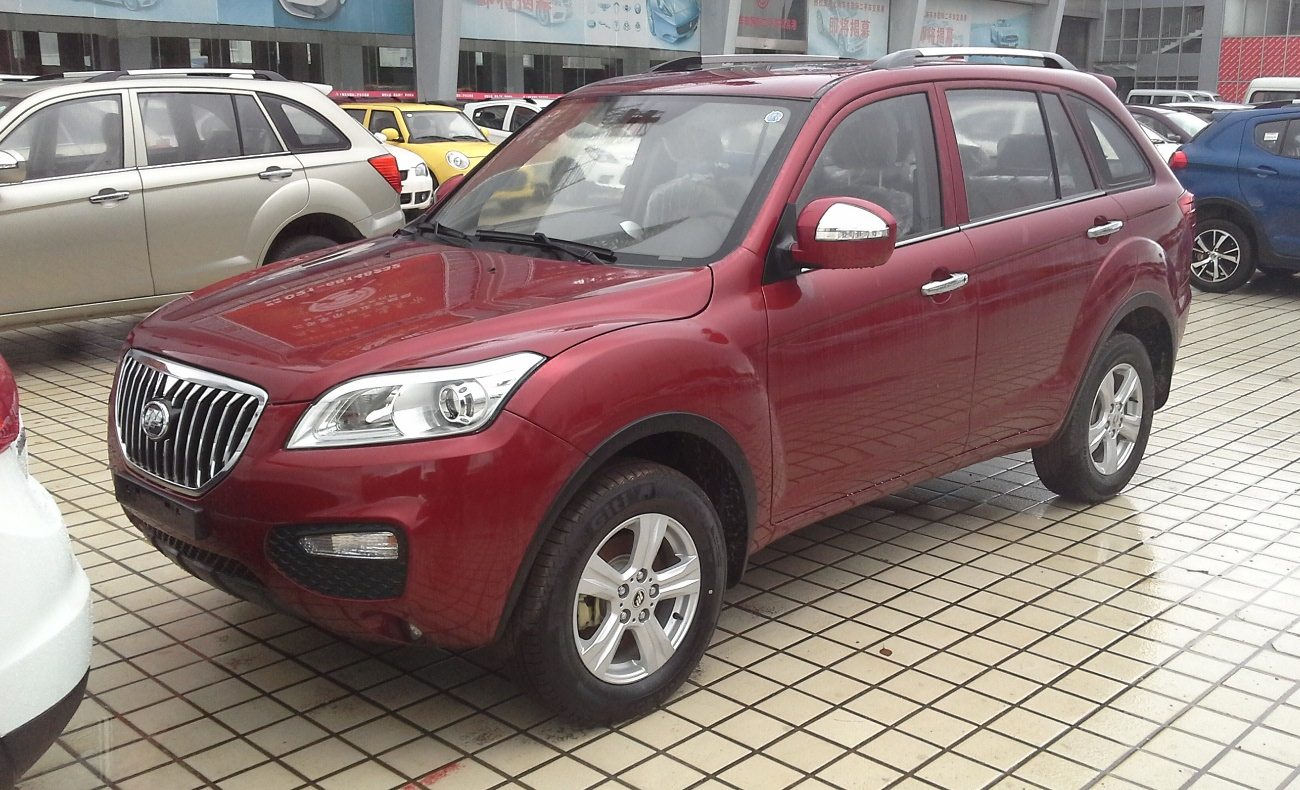
Lifan X60 front
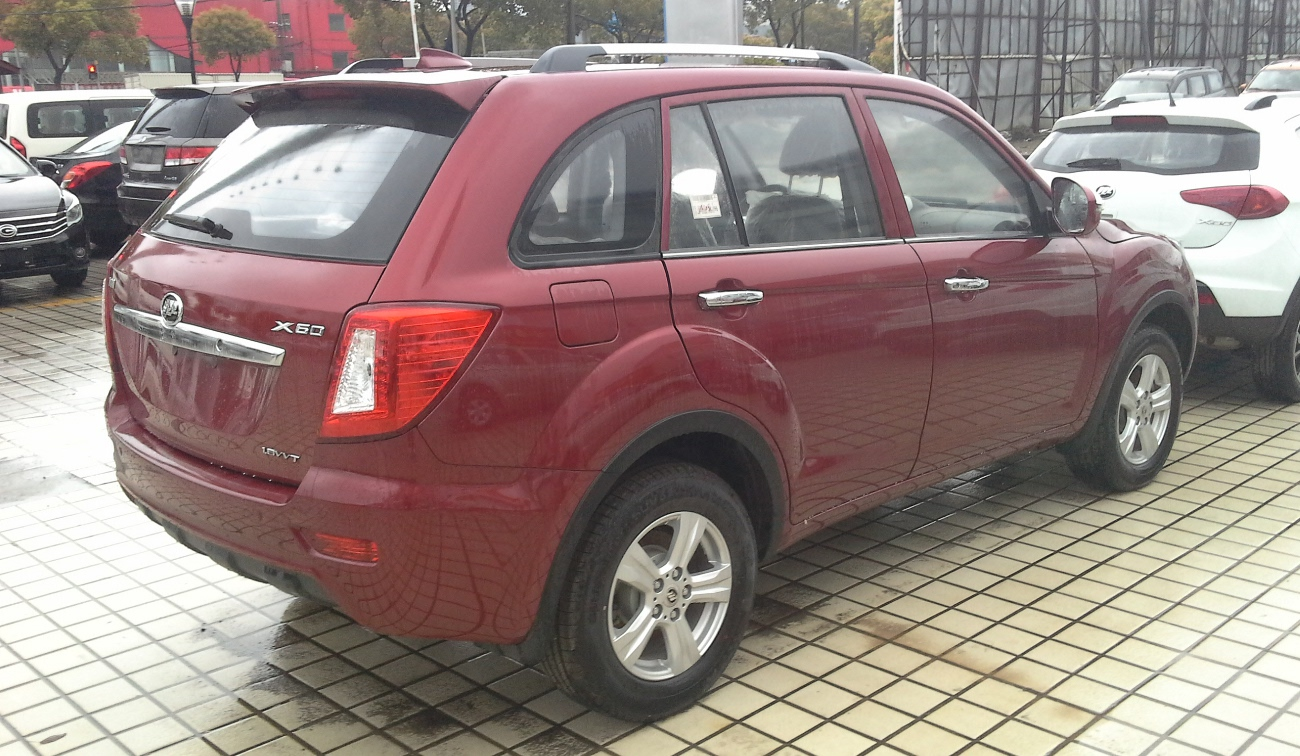
Lifan X60 rear
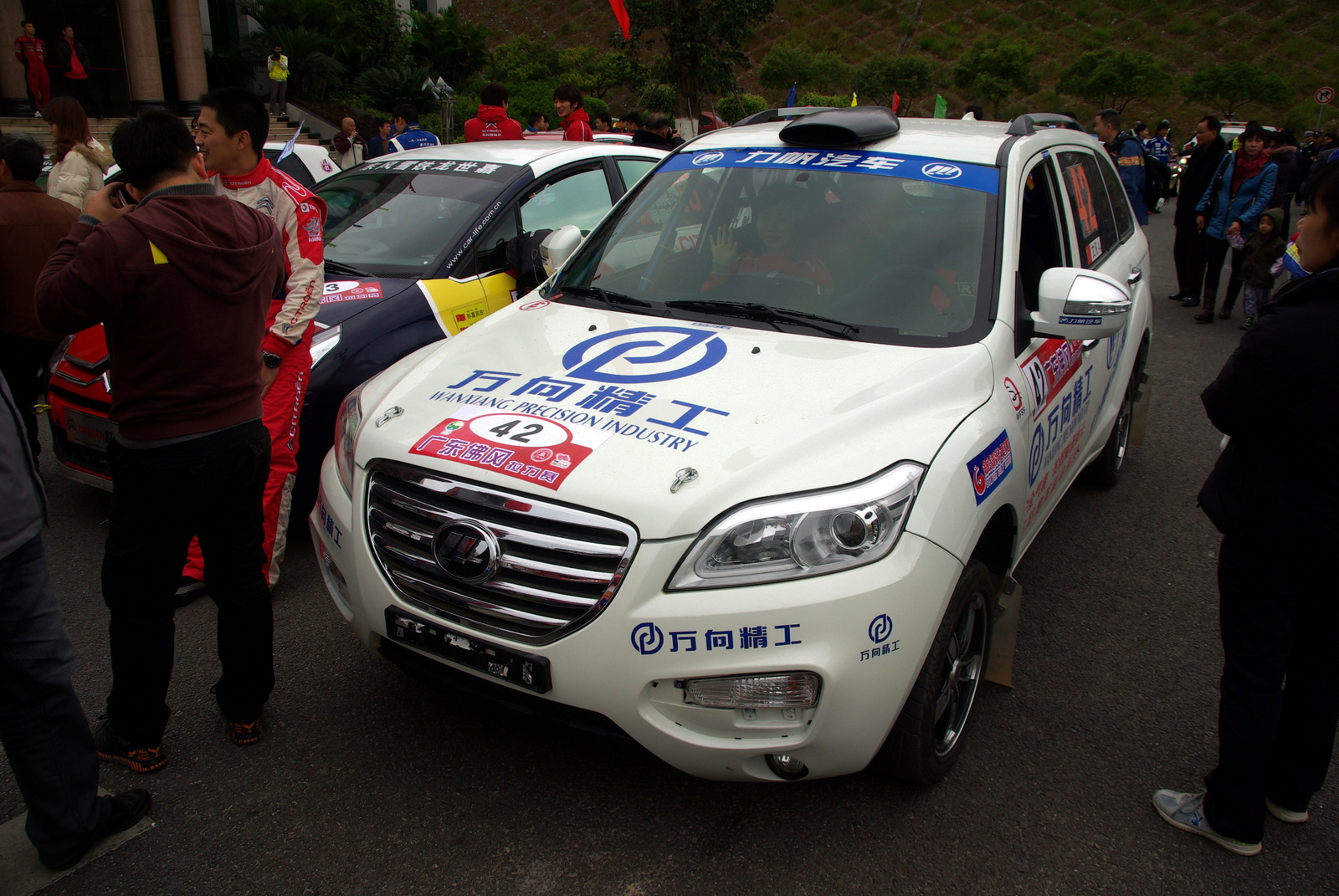
Lifan X60 rally car front
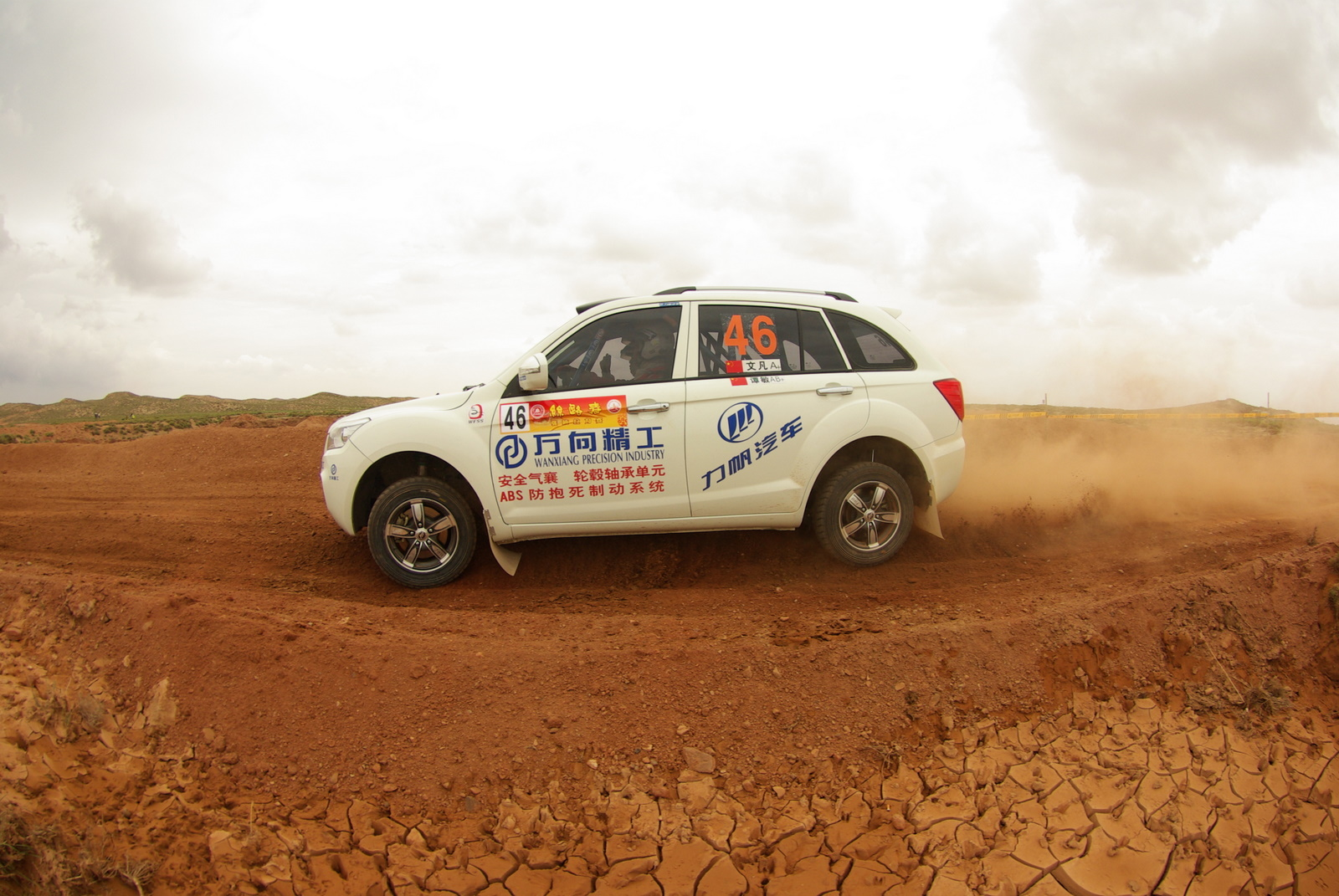
Lifan X60 rally car side